# Chronique de Ramon Muntaner

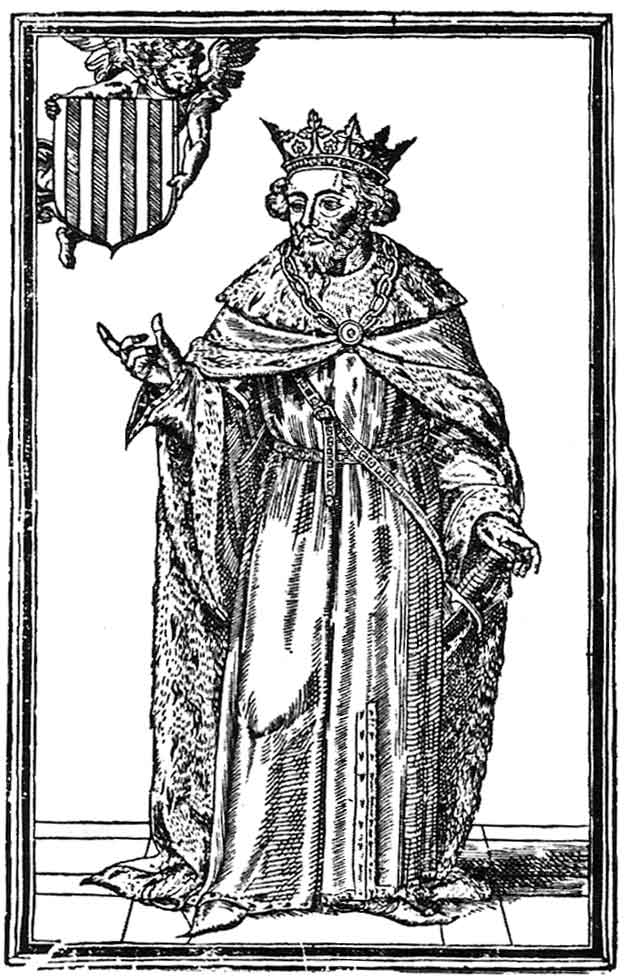
Portrait de Jacques Ier dans l'édition de 1557 de la chronique de Muntaner.

La chronique de Muntaner est la plus longue des quatre grandes chroniques en catalan. Elle couvre la période qui va de la conception de Jacques Ier le Conquérant (1207) jusqu'au couronnement d'Alphonse IV le Débonnaire (1328). Elle a été écrite par le militaire et écrivain Ramon Muntaner entre 1325 et 1332.
Muntaner avait des relations personnelles avec tous les rois de la Maison d'Aragon qui ont été ses contemporains. Pour écrire son œuvre, il a fait appel tout particulièrement aux textes historiographiques traitant des règnes de Jacques Ier et Pierre le Grand. À partir de Alphonse III le Libéral, sa source quasi exclusive a été sa propre expérience.

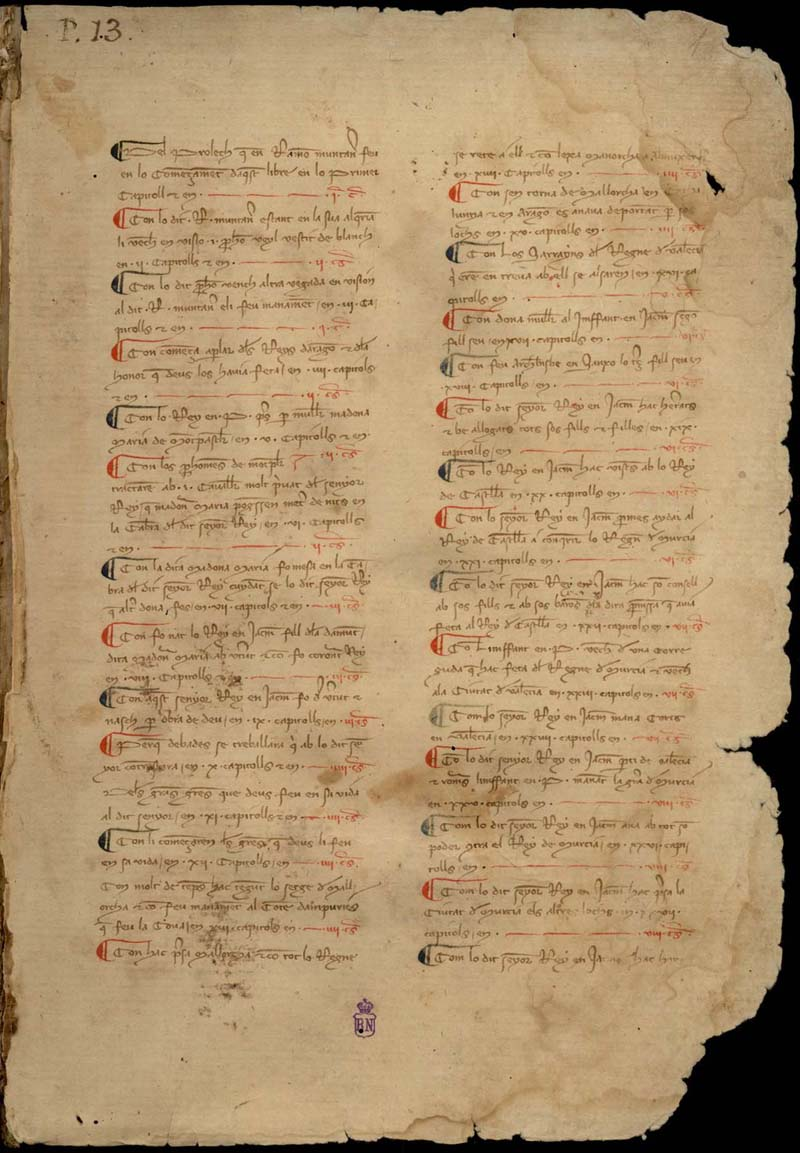
Folio 13 recto du manuscrit 1803.

L'œuvre a été écrite pour être lue à voix haute. Chaque fois qu'il s'adresse à ses auditeurs, il a l'habitude de les appeler ses "seigneurs". Muntaner réussit à établir une communication directe avec ses spectateurs. Pour cela, il utilise des techniques typiques des jongleurs comme l'interpellation "que vous dirai-je ?" ainsi le recours à un langage vivant et familier. Il emploie des expressions populaires et des proverbes ainsi que des allusions aux romans de chevalerie.
L'objet fondamental de l'œuvre est la glorification des rois de la Couronne d'Aragon. Le sang, un destin commun et la langue ( el bell catalanesc, le beau catalan) sont les éléments qui forment la base de la communauté aragonaise. La conscience du danger de la division et de la valeur de l'union sont mises en valeur dans sa chronique. La chronique de Muntaner est également un précieux témoignage sur les expéditions des almogavres.

## Codex et Éditions
L'œuvre de Muntaner a eu une grande diffusion déjà pendant le XIVe siècle et le XVe siècle, et a été utilisée  dans divers passages du Tirant lo Blanc de Joanot Martorell. Elle sera éditée pour première fois au XVIe siècle, au moment du grand renouveau de l'historiographie; cette première édition a été lancée et payée par les élus de la ville de Valence. De nouvelles éditions imprimées ont été faites au XIXe siècle, durant la période d'exaltation romantique du passé médiéval européen.

### Codex
- Codex, 1325/1332: Códice A / Ms. K.I.6 = COD K-I-6 / f.1 Real Biblioteca de San Lorenzo de El Escorial
- Codex, 1342: Manuscrito nº. 1803. Biblioteca Nacional de España
- Codex, 1353: Manuscrit. Ms. 4. Biblioteca de Catalunya. (Còdex fragmentat, nommés conté dels capítols 146 a 298)

### Éditions intégrales
- 1e Édition, 1558. Valence. Vídua de Joan Mey Flandro: "Chrònica o descripció dels fets e hazanyes de l'ínclyt rey don Jaume Primer, rey d'Aragó, de Mallorques e de València, compte de Barcelona e de Muntpesller, e de molts de sos descendents. Feta per lo magnífich en Ramon Muntaner, lo qual serví axí al dit ínclyt rey don Jaume com a sos fills e descendents e·s trobà present a les coses contengudes en la present història"
- 2e Édition, 1562. Barcelone. Jaume Cortey: "Chrònica o descripció dels fets e hazanyes de l'ínclyt rey don Jaume Primer, rey d'Aragó, de Mallorques e de València, compte de Barcelona e de Muntpesller, e de molts de sos descendents. Feta per lo magnífich en Ramon Muntaner, lo qual serví axí al dit ínclyt rey don Jaume com a sos fills e descendents e·s trobà present a les coses contengudes en la present història"
- 3e Édition, 1844. Stuttgart. Karl F. W. Lanz: "Chronik des edlen En Ramon Muntaner. Chronica, o descripció dels fets, e hazanyes del inclyt Rey Don Iaume Primer e de molts de sos descendents"
- 4e Édition, 1860. Barcelone. Antoni Bofarull: "Crònica catalana de Ramon Muntaner"
- 5e Édition, 1886. Barcelone. Josep Coroleu: "Crònica"
- 6e Édition, 1927-1952. Barcelone. Josep Maria Casacuberta et Miquel Coll i Alentorn, Ed. Barcino: "Crònica"
- 7e Édition, 1971. Barcelone. Ferran Soldevila. Ed. Selecta: "Les Quatre grans cròniques: Jaume I, Bernat Desclot, Ramon Muntaner, Pere III"
- 8e Édition, 1973. Barcelone. J. F. Vidal-Jové i Bartomeu Bardagí. Ed. Selecta: "Crònica"
- 9e Édition, 1979. Barcelone. Marina Gustà. Edicions 62. (Reedicions de 1984, 1985, 1989, 1990, 1991, 1994 i 1998): "Crònica".
- 10e Édition, 1999. Valence. Vicent Josep Escartí. Institució Alfons el Magnànim: "Crónica"
- Édition Facsimilé 2006. Barcelone. Stefano Maria Cingolani: "La Memòria dels reis: les quatre grans cròniques i la historiografia catalana, des del segle X fins al XIV". (Edició facsímil de les quatre grans cròniques à partir de les seves primeres edicions: la de Joan Mei pel Llibre dels fets de 1557, la de Sebastià Cormellas per la de Bernat Desclot de 1616, la de Joan Mei de Ramon Muntaner també de 1557 i les Cròniques d'Espanya de Pere Marsili editada el 1547 per Carles Amorós)

### Éditions partielles
- 1850. Palma de Mallorca. Josep M. Quadrado: "Conquesta de Mallorca"
- 1878. Naples. Enric Cardona: "Crònica"
- 1879. Montpellier. Manuel Milà i Fontanals: "Sermó" (2e réédition 1881)
- 1926. Barcelone. Lluís Nicolau d'Olwer: "L'expedició dels catalans a Orient"
- 1932. Barcelone. Ramon Alòs-Moner: "Crestomaties Barcino"
- 1966. Barcelone. Ramon Sumoy: "La croada de França contra els catalans"
- 1878. Naples. Enric Cardona: "Crònica"

### Traductions complètes ou partielles
- XVIe siècle. Castillan. Miguel Monterde.
- 1827. Français. Paris. Jean Alexandre Buchon (en ligne sur Archive).
- 1842. Allemand. Leipzig. (Bilingue allemand-catalan). Karl F. W. Lanz: "Chronik des edlen En Ramon Muntaner. Chronica, o descripció dels fets, e hazanyes del inclyt Rey Don Iaume Primer e de molts de sos descendents"
- 1844. Italien. Florence. Filippo Moïsè.
- 1921. Anglais. Londres. Lady Goodenough (Ramon Muntaner Chronicle en ligne
- 2002. Français. Toulouse. Jean-Louis Barberà. Les Almogavres. L'expédition des Catalans en Orient. [seulement le prologue, puis du chapitre 194 à 244].